# Група армија Центар
Група армија Центар је било име две различите немачке стратегијске армијске групе које су се бориле на Источном фронту у Другом светском рату. Прва група армија Центар је образована 22. јуна 1941. као једна од три немачке армијске групе одређене за инвазију на Совјетски Савез. група армија је доживела тежак пораз у операцији Багратион. Када је 25. јануара 1945. била опкољена у Кенигзбершком џепу, група армија Центар је преименована у групу армија Север (Heeresgruppe Nord), а група армија А (Heeresgruppe A) је постала група армија Центар. Ова потоња формација се борила под тим именом до краја рата у Европи.